# 出版後査読
出版後査読（掲載後査読、英: post-publication peer-review）は、学術論文の出版後に研究者仲間が論文内容をウェブ上で査読（peer review、ピア・レビュー）する活動で、査読はウェブ上に公開される。2001年以降に登場・発達した新しい学術システムの1つである。
査読・評価・議論できる人を指定するサイト、特定の資格を持つ研究者に限定するサイトもある。
論文データの捏造、改竄、盗用（この3つを「特定不正行為」、または「研究ネカト」と呼ぶ）、重複出版など、研究公正上の問題、研究倫理に違反する点を指摘するサイトもある。論文撤回に至る問題を議論するサイトもある。

## 従来の査読と出版後査読の違い
従来の論文出版では、投稿原稿を研究者仲間が査読し、採択・受理（accept）後に出版していたが、出版後査読は、出版前ではなく出版後に査読・評価・議論する。また、出版された論文の輪講（ジャーナルクラブ、journal club）レベルの議論を不特定多数を相手にウェブでするという面もある。査読・評価・議論は匿名・ハンドルネーム・実名のいずれかで書き、論文の著者自身は実名で応対する。
従来の査読と出版後査読（掲載後査読）の違いをスネハ・クルカルニ（Sneha Kulkarni）が次のように説明している。

## 種類

### 論文掲載誌で査読・議論
2001年、学術雑誌の『Atmospheric Chemistry and Physics』（ACP）が出版前ではなく出版後に査読する方式を最初に導入した。その後、パブメド・コモンズ（PubMed Commons）、F1000Research、ScienceOpen 、Winnower、Philicaが導入した。
『Atmospheric Chemistry and Physics』とF1000Research（ファカルティ1000の一部）は、従来の査読と同じように審査する人を編集部の方で指定する。
パブメド・コモンズ（PubMed Commons）、ScienceOpen、Winnower、Philicaは査読する人を編集部の方で指定しない。誰でも査読・評価・議論に参加できる。
査読・評価・議論は論文の最後に表示され、読者は査読・評価・議論を読みながら論文を理解できる利点がある。また、問題と感じた点をコメントすることで論文を一層深く理解できる利点もある。
著者は投稿した原稿が早く出版され、全体として、査読・評価・議論の透明性が保たれる利点がある。

### 論文掲載誌とは別の独立サイトで査読・議論
査読され学術雑誌に出版された論文を対象に査読・議論する。
パブピア（PubPeer）、パブロンズ（Publons）、JournalReview.org、撤回監視などのサイトがある。
パブピアは、しばしば、論文データの捏造、改竄、盗用、重複出版など、研究公正上の問題、研究倫理に違反する点を指摘している。
撤回監視は、しばしば、論文撤回問題も議論している。